# Cerotainiops kernae
Cerotainiops kernae là một loài ruồi trong họ Asilidae. Cerotainiops kernae được Martin miêu tả năm 1959. Loài này phân bố ở vùng Tân Bắc giới.